# Diana Churchill

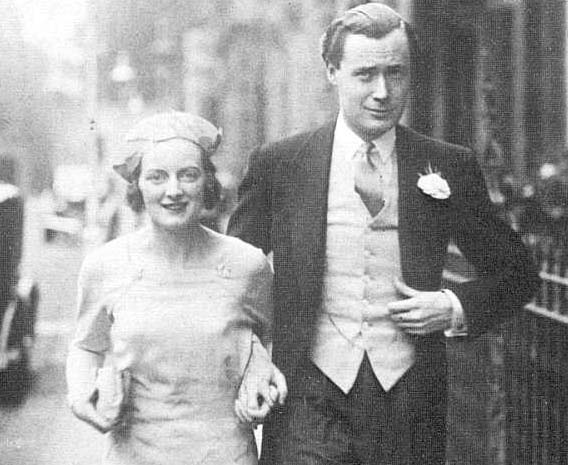
Diana mit ihrem Ehemann Duncan Sandys (1935)

Diana Spencer-Churchill (* 11. Juli 1909 in London; † 20. Oktober 1963 ebenda) war das erstgeborene Kind des britischen Staatsmanns und späteren Premierministers Winston Churchill (1874–1965) und seiner Ehefrau Clementine (1885–1977).

## Leben

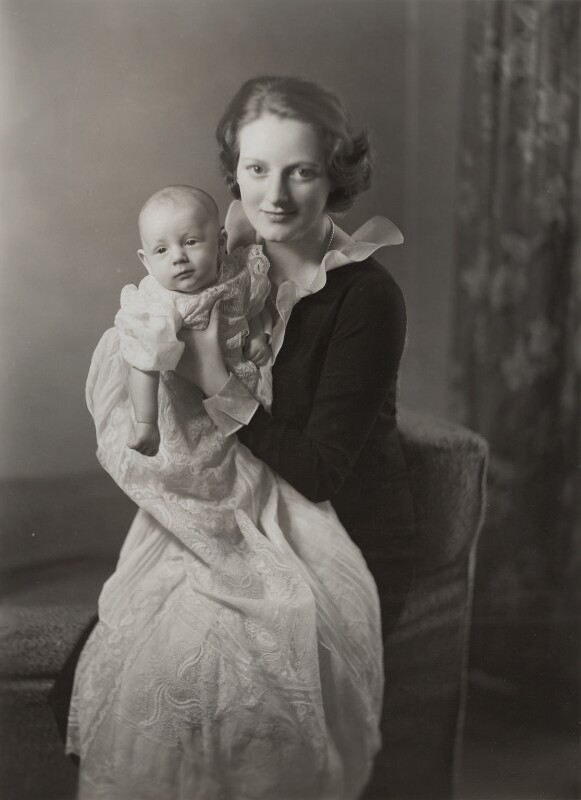
Diana mit ihrem Sohn Julian Sandys (1937)

Diana Churchill besuchte die Notting Hill High School im Londoner Stadtteil Ealing, bevor sie fünf Semester lang an der traditionsreichen Londoner Schauspielschule Royal Academy of Dramatic Art (RADA) studierte. Am 12. Dezember 1932 heiratete sie John Milner Bailey (1900–1946), den späteren Sir John Milner Bailey, 2nd Baronet. Die Ehe scheiterte und wurde 1935 geschieden.
Kurz darauf, am 16. September 1935, heiratete sie den britischen Diplomaten und Politiker der Conservative Party, Duncan Sandys (1908–1987), einen späteren Minister. Aus dieser Ehe gingen drei Kinder hervor, Julian (1936–1997), Edwina (* 1938) und Celia (* 1943).
Während des Zweiten Weltkriegs diente sie als sogenannte „Wren“ im Women’s Royal Naval Service (WRNS), deutsch etwa „Königlicher Marinedienst der Frauen“.
Nach dem Krieg, im Jahr 1960, wurde auch ihre zweite Ehe geschieden. Am 11. April 1962 nahm Diana wieder ihren Geburtsnamen Churchill an. Sie hatte mehrere Nervenzusammenbrüche und suchte noch im selben Jahr Hilfe bei den Samaritans (deutsch „Samaritern“), einem britischen Hilfsverein für Suizidprävention. Ein Jahr später starb sie im Alter von 54 Jahren an einer Überdosis Barbituraten. Laut Gerichtsmedizin war es Suizid.
Ihr Grab befindet sich, zusammen mit dem ihrer Eltern, die sie beide überlebten, und ihrer Geschwister, nahe der St Martin’s Church in Bladon, einer kleinen Gemeinde unweit von Woodstock in der englischen Grafschaft Oxfordshire.

## Filmische Rezeption
Im Filmdrama Die dunkelste Stunde (Originaltitel Darkest Hour) aus dem Jahr 2017, das die ersten Wochen ihres Vaters als britischer Premierminister in der Anfangsphase des Zweiten Weltkriegs thematisiert, wird sie von der amerikanischen Schauspielerin Alexandra Clatworthy dargestellt.